# Enypnias
Enypnias és un gènere de peixos de la família dels gòbids i de l'ordre dels perciformes.

## Morfologia
- Cap arrodonit.
- L'obertura branquial es troba restringida a una obertura vertical tan gran com l'ample de la base de l'aleta pectoral.
- Aleta caudal arrodonida i amb 17 radis segmentats.
- Les escates poden ésser presents o absents en el cos. Si fan acte de presència, són petites (40-60 al llarg del costat), llises i una mica encastades. El cap, el pit i el ventre sempre sense escates. La base de l'aleta caudal presenta dues escates molt aspres.

## Taxonomia
- Enypnias aceras (Ginsburg, 1939)
- Enypnias seminudus (Günther, 1861)[2][3][4][5][6][7]